# Meerkatzenverwandte

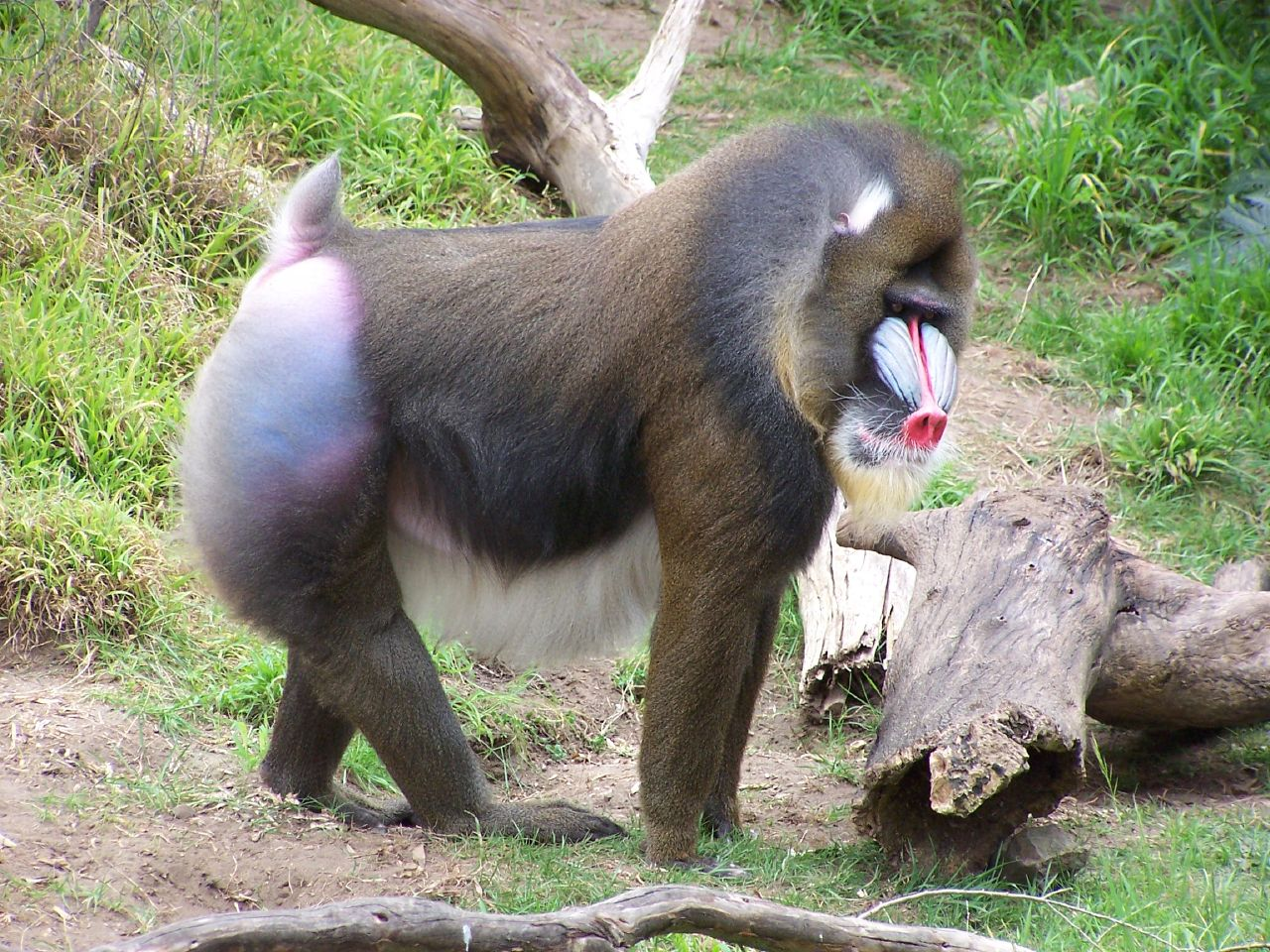
Der Mandrill zählt zu den größten Vertretern dieser Gruppe.

Die Meerkatzenverwandten oder Hundsaffen (Cercopithecidae) sind eine Primatenfamilie. Sie bilden die einzige rezente Familie der Geschwänzten Altweltaffen (Cercopithecoidea). Mit rund 160 Arten bilden sie die artenreichste Primatenfamilie. Meerkatzenverwandte sind in weiten Teilen Afrikas und Asiens verbreitet, sie leben allesamt in Gruppen mit komplexen Sozialstrukturen. Sie teilen sich in zwei Unterfamilien, die Backentaschenaffen und die Schlank- und Stummelaffen. Zu den bekanntesten Vertretern zählen die Meerkatzen, die Paviane, die Makaken, der Mandrill, die Stummelaffen, die Languren und der Nasenaffe.

## Merkmale

### Allgemeiner Körperbau und Fell
Meerkatzenverwandte sind relativ große, schwer gebaute Tiere. Die Kopfrumpflängen variieren von 32 bis 110 Zentimetern, der Schwanz – sofern vorhanden – kann bis zu 103 Zentimeter lang werden. Der Schwanz wird nicht als Greifschwanz eingesetzt, sondern dient dem Halten der Balance. Es gibt jedoch auch schwanzlose Vertreter wie den Berberaffen. Die leichtesten Vertreter sind die Zwergmeerkatzen, die nur gut 1 Kilogramm erreichen, während der Mandrill über 50 Kilogramm schwer werden kann. Bei den meisten Arten gibt es einen deutlichen Geschlechtsdimorphismus beim Gewicht – die Männchen werden manchmal doppelt so schwer wie die Weibchen. Manchmal gibt es auch Unterschiede hinsichtlich der Fellfärbung, etwa beim Mantelpavian.
Das Fell ist meist in Grau-, Braun- oder Schwarztönen gehalten. Seine Länge hängt vom Lebensraum ab, bei zahlreichen Arten ist ein Haarschopf, ein Backenbart oder eine Mähne an den Schultern und am Rücken vorhanden. Die Handflächen und Fußsohlen sind unbehaart, ebenso vielfach die Gesäßregion, an der sich oft leuchtend gefärbte Sitzschwielen befinden.
Die Vorderbeine sind meist kürzer als die Hinterbeine, insbesondere bei den Schlank- und Stummelaffen. Hände und Füße enden jeweils in fünf Fingern, die alle mit einem Nagel versehen sind. Der Daumen ist opponierbar, sofern vorhanden: bei den Stummelaffen ist er rückgebildet. Auch die erste Zehe ist opponierbar.

### Kopf und Zähne

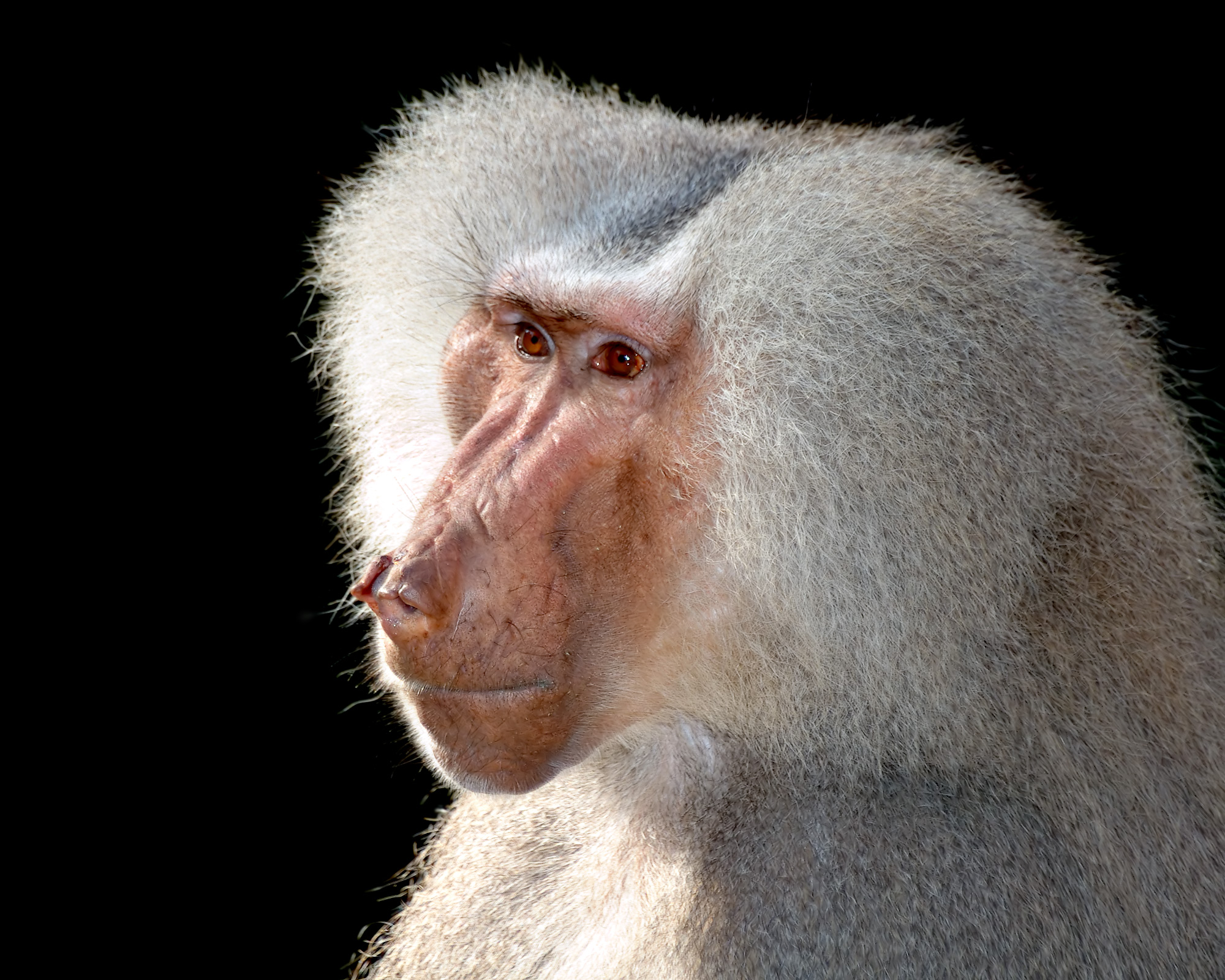
Kopf eines Mantelpavians: Die verlängerte, hundeartige Schnauze ist gut zu erkennen.

Der Kopf ist gerundet, die Schädelhöhle meist relativ groß. Das Gesicht ist oft unbehaart und meist dunkel gefärbt, eine Ausnahme bildet das farbenprächtige Antlitz männlicher Mandrills. Die Schnauze ist bei einigen Arten nach vorne gestreckt, was einen hundeartigen Eindruck erweckt.
Die Nasenlöcher sind eng beisammen und weisen nach unten, was sie als Schmalnasenaffen von den Neuweltaffen, die auch Breitnasenaffen genannt werden, unterscheidet. Die Gesichtsmuskeln sind gut entwickelt, Gesichtsausdrücke und Grimassen spielen eine bedeutende Rolle bei der Kommunikation.
Die Zahnformel lautet bei allen Arten I2 – C1 – P2 – M3, insgesamt also 32 Zähne. Die Schneidezähne sind bei den Backentaschenaffen breit und bei den Schlank- und Stummelaffen schmal. Die oberen Eckzähne sind hauerartig verlängert, die unteren leicht nach innen und hinten gebogen. Die Eckzähne dienen vorwiegend dem Imponiergehabe, bei den allesfressenden Arten aber auch dem Fangen von Beute. Oft haben Männchen längere Eckzähne als Weibchen. Die Molaren sind bilophodont gebaut, das heißt, sie haben jeweils vordere und hintere Höckerpaare, die durch ein Querjoch verbunden sind. Dieser spezielle Bau der Backenzähne könnte das Schlüsselmerkmal für den evolutiven Erfolg dieser Gruppe gewesen sein. Bei den Schlank- und Stummelaffen sind die Molarenhöcker höher und schärfer als bei den Backentaschenaffen.
Namensgebendes Merkmal der Backentaschenaffen sind die dehnbaren Backentaschen.

## Verbreitung und Lebensraum

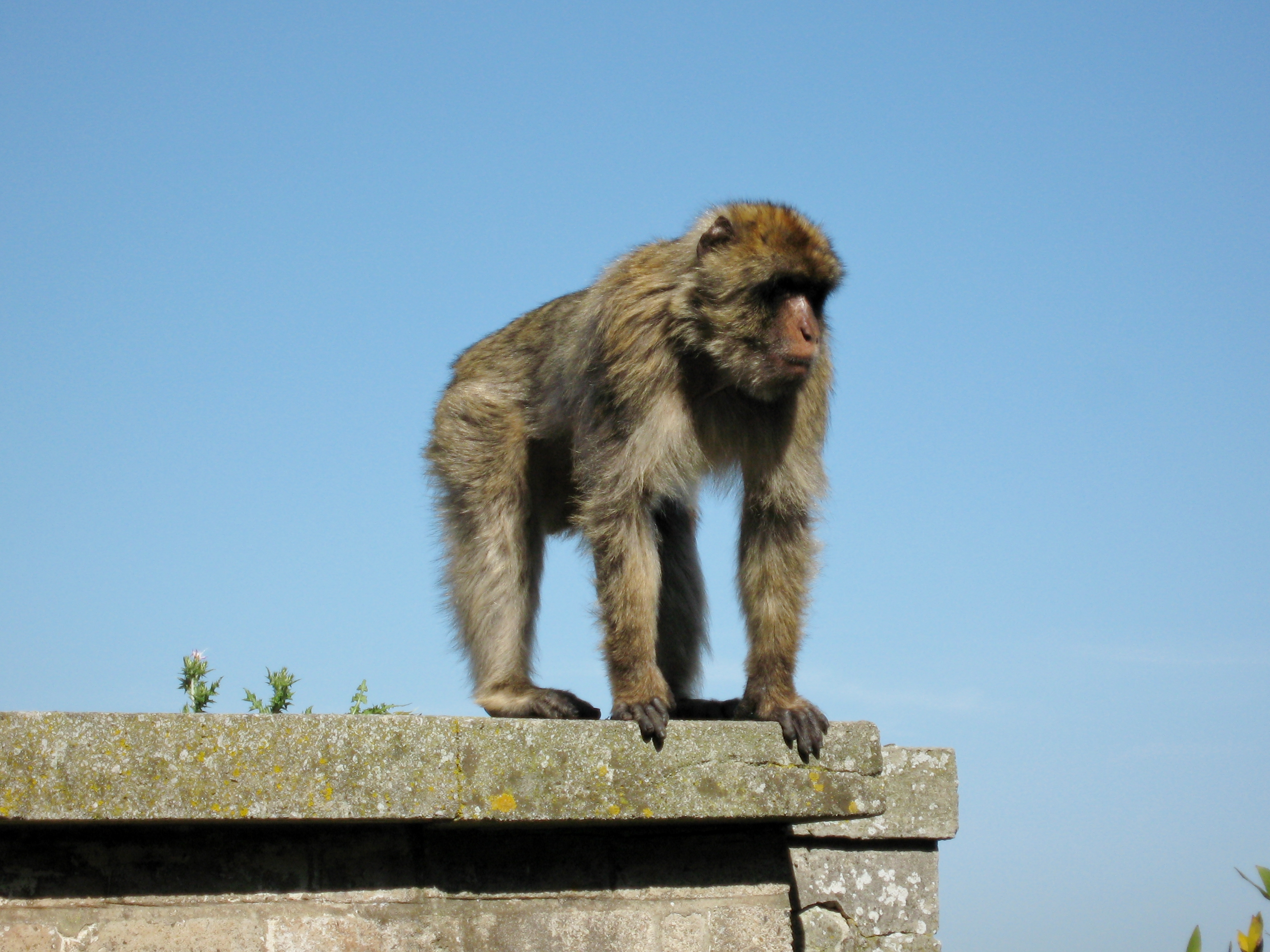
Der Berberaffe ist die einzige in Europa freilebende nichtmenschliche Primatenart.

Meerkatzenverwandte sind in fast ganz Afrika (aber nicht auf Madagaskar) sowie großen Teilen Asiens beheimatet, von der Arabischen Halbinsel über Südasien bis nach Ost- und Südostasien. Der Berberaffe lebt auf Gibraltar und ist somit die einzige in Europa freilebende nichtmenschliche Primatenart. Sie haben ein größeres Verbreitungsgebiet als alle anderen Primatenfamilien mit Ausnahme des Menschen, leben weiter nördlich (bis Japan) und weiter südöstlich (bis Timor) als alle anderen Gruppen.
Viele Arten sind Waldbewohner, die Bandbreite an Lebensräumen ist jedoch breit und umfasst auch Savannen und gebirgige Regionen. Einige Arten wie die Stumpfnasenaffen kommen in Höhen von bis zu 4500 Metern vor und zählen zu den kältetolerantesten Primaten, andere wie etwa Rhesusaffen und Hanuman-Languren haben sich an den Menschen angepasst und leben in großer Zahl in Städten.

## Lebensweise

### Fortbewegung und Aktivitätszeiten

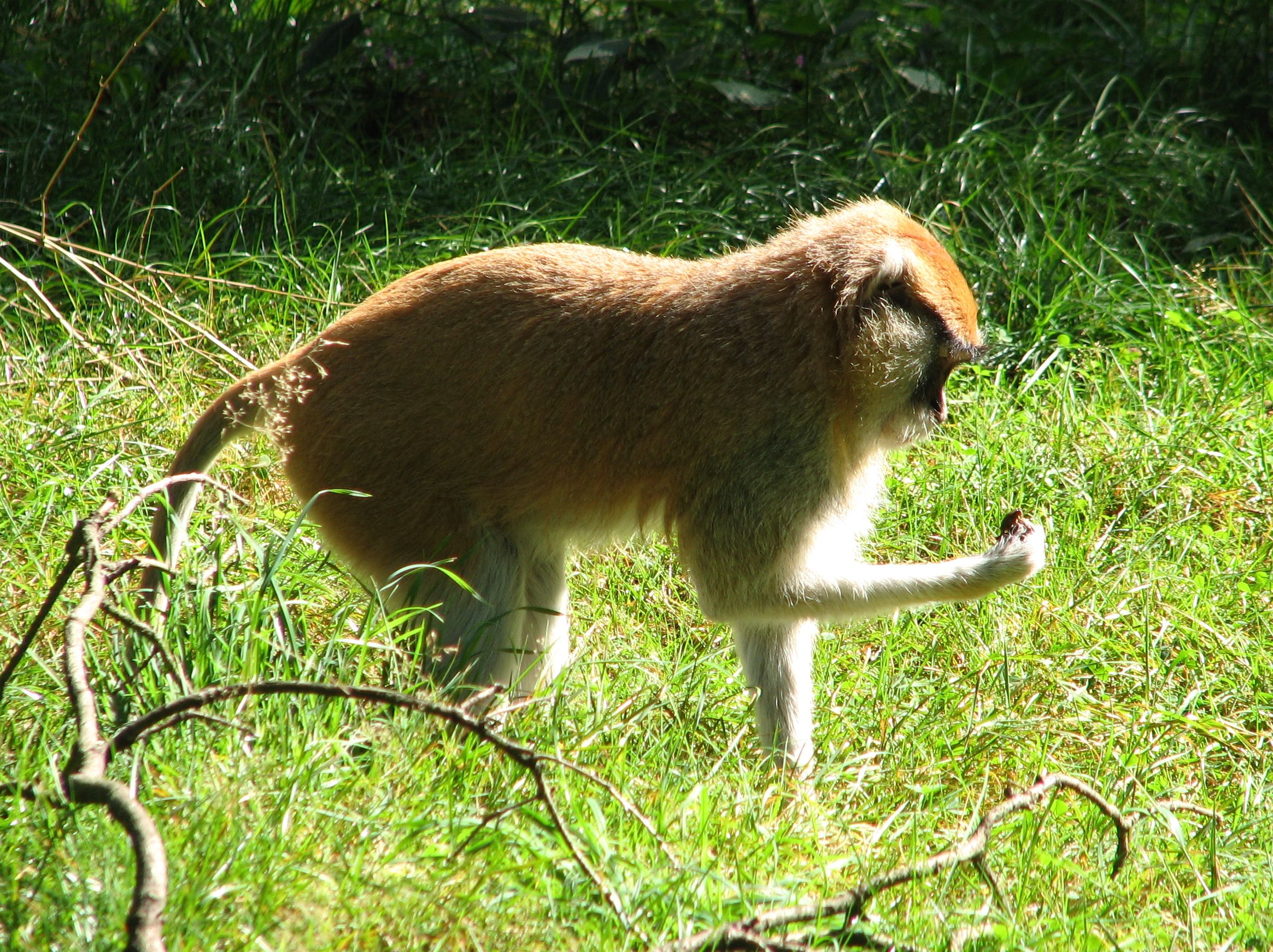
Einige Meerkatzenverwandte wie der Husarenaffe führen eine semi-terrestrische Lebensweise, das heißt, sie leben sowohl am Boden als auch auf Bäumen.

Die Lebensweise der Meerkatzenverwandten ist variabel und hängt auch vom Lebensraum ab. Es gibt strikt baumbewohnende Arten, die kaum auf den Boden kommen, daneben auch etliche semi-terrestrische Arten, die teilweise am Boden und teilweise in den Bäumen leben. Der ausgeprägteste Bodenbewohner ist der Dschelada. Die Fortbewegung erfolgt in der Regel sowohl am Boden als auch auf den Bäumen im vierfüßigen Gang, sie können sich nur kurz auf die Hinterbeine erheben. Die stark baumbewohnenden Schlank- und Stummelaffen können sich auch springend oder suspensorisch (an den Ästen hängend) fortbewegen. Viele Meerkatzenverwandte sind gute Schwimmer, nennenswert sind hier etwa der Nasenaffe und die Sumpfmeerkatze, die bei Gefahr auch untertauchen können.
Meerkatzenverwandte sind fast ausschließlich tagaktiv. Vielfach ziehen sich jedoch auch ansonsten bodenbewohnende Arten zur Nachtruhe in die Bäume zurück, andere verwenden unzugängliche Klippen oder auch Höhlen für diesen Zweck.

### Sozialverhalten

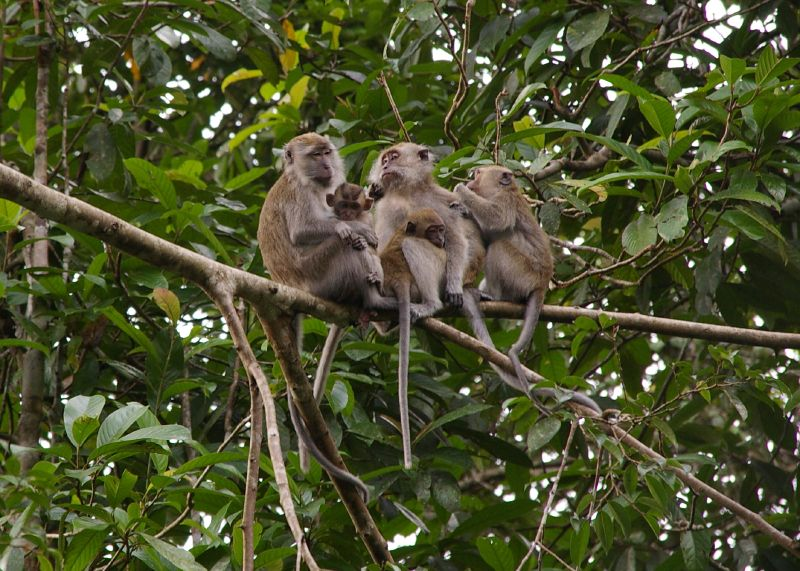
Javaneraffen leben wie alle Meerkatzenverwandten in Gruppen.

Meerkatzenverwandte leben meist in Gruppen und zeigen auch ein komplexes Sozialverhalten. Es gibt zwei Gruppenformen, zum einen die Einmännchen- oder Haremsgruppe, bei der ein einzelnes Männchen mehrere Weibchen um sich schart und keine Nebenbuhler duldet, zum anderen die Mehrmännchengruppen, bei denen mehrere Männchen mit vielen Weibchen zusammenleben, wobei die Weibchen aber meist deutlich in der Überzahl sind. Übriggebliebene Männchen leben in Junggesellengruppen oder manchmal einzelgängerisch. Einige Arten zeigen auch ein flexibles Fission-fusion-System: eine größere Gruppe teilt sich häufig in kleinere Untergruppen auf, etwa bei der Nahrungssuche, um später wieder zusammenzukommen, etwa zur Nachtruhe. Da die Weibchen in der Regel im Gegensatz zu den Männchen ihre Geburtsgruppe nicht verlassen, sondern zeitlebens dort bleiben, bildet meist ein Kreis nahe verwandter Weibchen den Kern einer Gruppe. Innerhalb der Weibchen etabliert sich eine Rangordnung, die unter anderem auf Abstammung fußt. Wenn mehrere Männchen in einer Gruppe leben, bilden auch sie eine Hierarchie. Diese Rangordnungen kommen unter anderem beim Zugang zu Nahrungsressourcen und bei der Fortpflanzung zum Tragen. Die einzige monogame Art dieser Familie dürfte der Mentawai-Langur sein.
Die Tiere kommunizieren miteinander mit einer Vielzahl von Lauten, Gesichtsausdrücken und Körperhaltungen.

### Nahrung

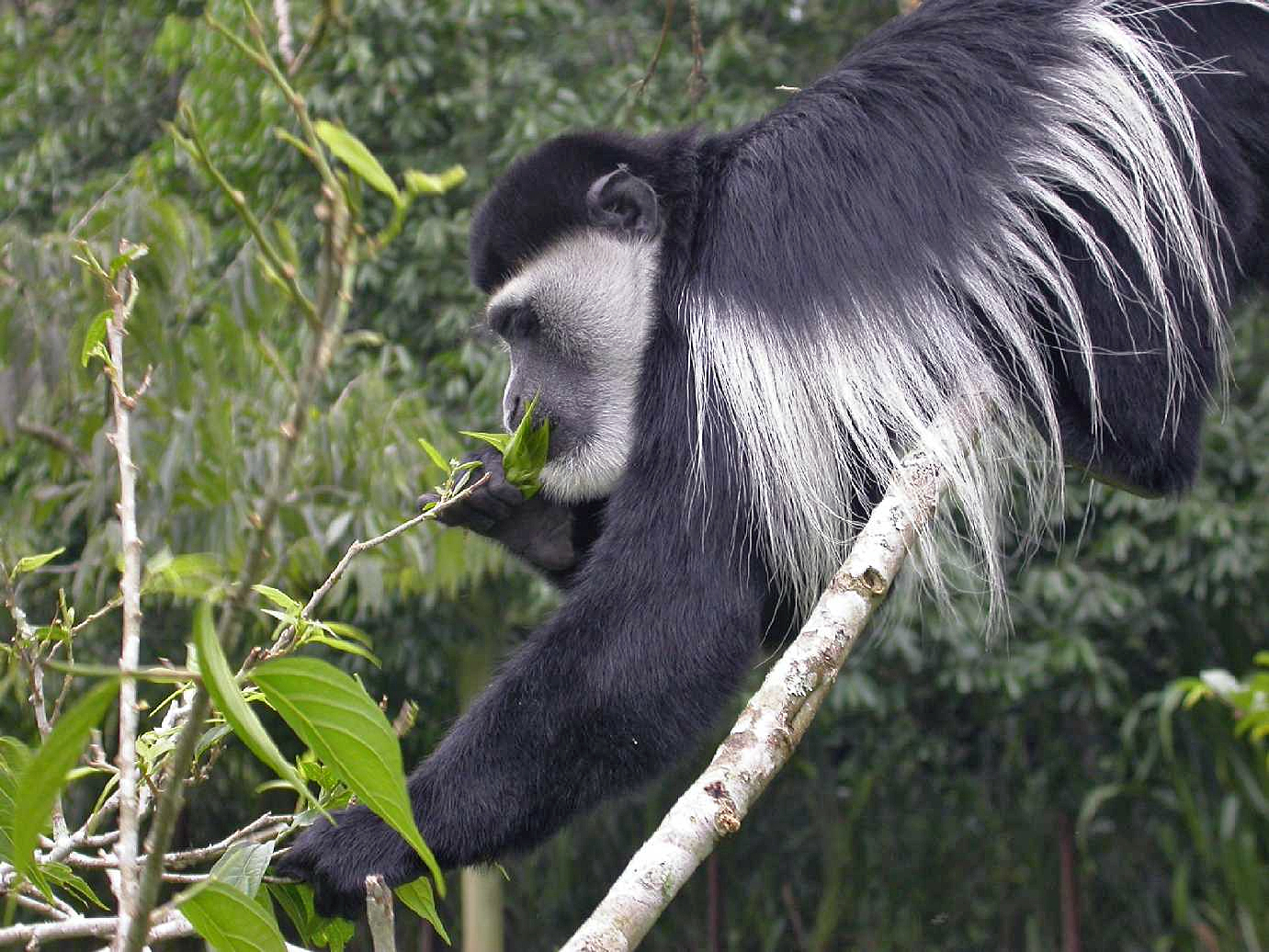
Mantelaffen ernähren sich wie viele Schlank- und Stummelaffen vorwiegend von Blättern.

Die beiden Unterfamilien der Meerkatzenverwandten haben sich an unterschiedliche Ernährungsweisen angepasst.
Die Backentaschenaffen sind Allesfresser mit einem Schwerpunkt auf Früchten. Daneben verzehren sie aber auch Samen, Nüsse, Blätter, Blüten, Wurzeln, Knollen und andere Pflanzenteile ebenso wie Insekten und andere Wirbellose sowie kleine Wirbeltiere. Namensgebendes Merkmal sind die dehnbaren Backentaschen, in denen sie Nahrung deponieren können, um sie später in Ruhe zu zerkauen.
Die Schlank- und Stummelaffen sind hingegen fast ausschließlich Pflanzenfresser, die oft vorrangig Blätter zu sich nehmen. Daneben fressen sie auch Blüten und Früchte und anderes, Insekten und andere Tiere nehmen sie bestenfalls gelegentlich zu sich. Um die Nahrung, insbesondere die schwer verdaulichen Blätter, besser verarbeiten zu können, haben sie analog zu den Wiederkäuern einen mehrkammerigen Magen entwickelt. Im Gegensatz zu den Backentaschenaffen besitzen sie jedoch keine Backentaschen.

### Fortpflanzung

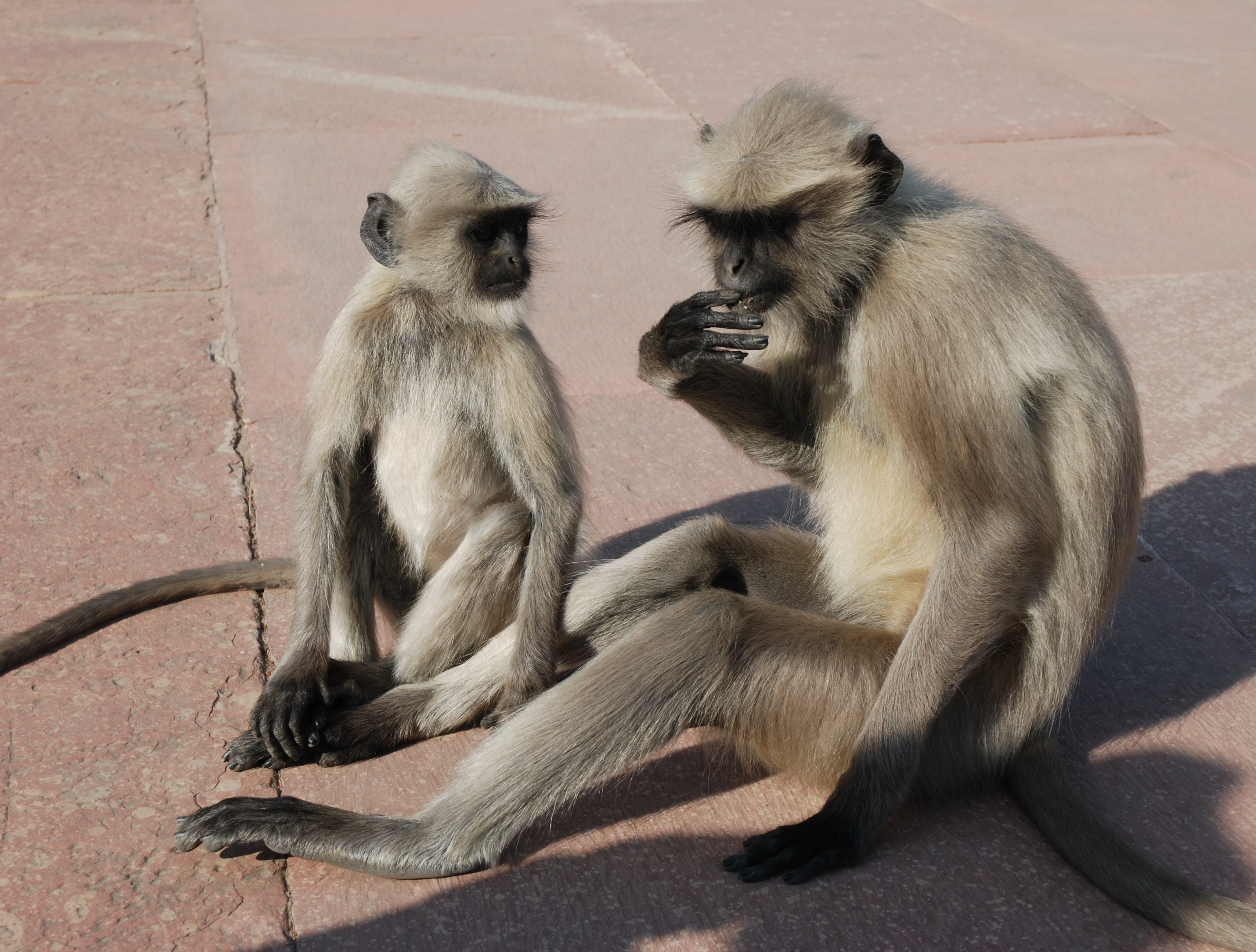
Hanuman-Langur mit Jungtier

Das Paarungsverhalten der Meerkatzenverwandten ist flexibel und von der Gruppenform abhängig. In den meisten Fällen gibt es keine feste Paarungszeit. Bei Tieren in Haremsgruppen paart sich das Männchen mit allen Weibchen seiner Gruppe und wacht penibel über sie. In Mehrmännchengruppen können sich oft alle Männchen mit allen Weibchen paaren, oft jedoch kommen die ranghöheren zum Zug.
Nach rund sechs- bis siebenmonatiger Tragzeit bringt das Weibchen meist ein einzelnes Jungtier zur Welt. Jungtiere unterscheiden sich häufig durch ein anders gefärbtes Fell von den Erwachsenen, das sich erst im Laufe mehrerer Monate verliert. Im zweiten Lebenshalbjahr wird das Junge entwöhnt und ist mit rund drei bis acht Jahren geschlechtsreif, Weibchen oft etwas früher als Männchen. In Menschenobhut können diese Tiere 50 Jahre alt werden.

## Meerkatzenverwandte und Menschen

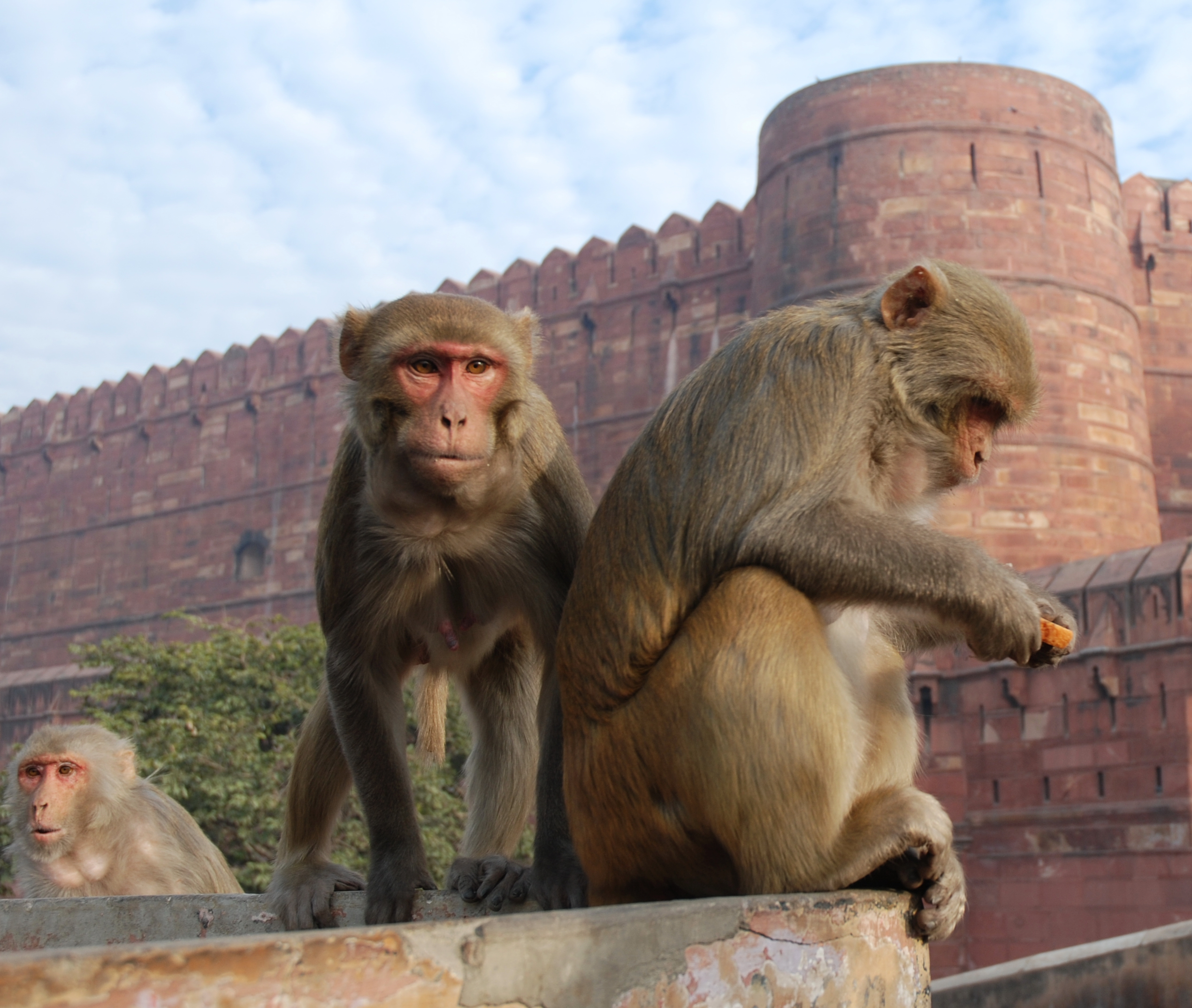
Rhesusaffen haben sich an den Menschen angepasst und leben häufig in Städten.

Einige Meerkatzenverwandte haben sich an die Nähe des Menschen angepasst und sind häufig in Städten zu finden. Hierzu zählen Hanuman-Languren und Rhesusaffen in Indien, wobei hier auch eine religiöse Komponente zum Tragen kommt.
Im Gegensatz sind viele, insbesondere waldbewohnende Arten in ihrer Existenz bedroht. Die fortschreitende Zerstörung ihres Lebensraumes, oft verbunden mit der Bejagung wegen ihres Fleisches (Bushmeat) oder wegen der angeblichen Heilkräfte ihrer Körperteile, hat einige Arten an den Rand der Ausrottung gebracht.
Für den Menschen bedeutend sind einige in Tierversuchen eingesetzte Arten wie der Rhesusaffe und der Javaneraffe.

## Systematik

### Äußere Systematik und Entwicklungsgeschichte
Die Meerkatzenverwandten werden innerhalb der Trockennasenaffen zu den Altweltaffen gerechnet. Ihre Schwestergruppe sind die Menschenartigen. Das kommt in folgenden Kladogramm zum Ausdruck:
|                           | Neuweltaffen (Platyrrhini)                                                                                  |
|                           | |
| Altweltaffen (Catarrhini) | \| \| Menschenartige (Hominoidea) \| \| \| \| \| \| Geschwänzte Altweltaffen (Cercopithecoidea) \| \| \| \| |
|                           | \| \| Menschenartige (Hominoidea) \| \| \| \| \| \| Geschwänzte Altweltaffen (Cercopithecoidea) \| \| \| \| |
|                           | Menschenartige (Hominoidea)                                                                                 |
|                           | |
|                           | Geschwänzte Altweltaffen (Cercopithecoidea)                                                                 |
|                           | |

|  | Menschenartige (Hominoidea)                 |
|  |                                             |
|  | Geschwänzte Altweltaffen (Cercopithecoidea) |
|  |                                             |

|                           | Neuweltaffen (Platyrrhini)                                                                                  |
|                           | |
| Altweltaffen (Catarrhini) | \| \| Menschenartige (Hominoidea) \| \| \| \| \| \| Geschwänzte Altweltaffen (Cercopithecoidea) \| \| \| \| |
|                           | \| \| Menschenartige (Hominoidea) \| \| \| \| \| \| Geschwänzte Altweltaffen (Cercopithecoidea) \| \| \| \| |
|                           | Menschenartige (Hominoidea)                                                                                 |
|                           | |
|                           | Geschwänzte Altweltaffen (Cercopithecoidea)                                                                 |
|                           | |

|  | Menschenartige (Hominoidea)                 |
|  |                                             |
|  | Geschwänzte Altweltaffen (Cercopithecoidea) |
|  |                                             |

|                           | Neuweltaffen (Platyrrhini)                                                                                  |
|                           | |
| Altweltaffen (Catarrhini) | \| \| Menschenartige (Hominoidea) \| \| \| \| \| \| Geschwänzte Altweltaffen (Cercopithecoidea) \| \| \| \| |
|                           | \| \| Menschenartige (Hominoidea) \| \| \| \| \| \| Geschwänzte Altweltaffen (Cercopithecoidea) \| \| \| \| |
|                           | Menschenartige (Hominoidea)                                                                                 |
|                           | |
|                           | Geschwänzte Altweltaffen (Cercopithecoidea)                                                                 |
|                           | |

|  | Menschenartige (Hominoidea)                 |
|  |                                             |
|  | Geschwänzte Altweltaffen (Cercopithecoidea) |
|  |                                             |

|                           | Neuweltaffen (Platyrrhini)                                                                                  |
|                           | |
| Altweltaffen (Catarrhini) | \| \| Menschenartige (Hominoidea) \| \| \| \| \| \| Geschwänzte Altweltaffen (Cercopithecoidea) \| \| \| \| |
|                           | \| \| Menschenartige (Hominoidea) \| \| \| \| \| \| Geschwänzte Altweltaffen (Cercopithecoidea) \| \| \| \| |
|                           | Menschenartige (Hominoidea)                                                                                 |
|                           | |
|                           | Geschwänzte Altweltaffen (Cercopithecoidea)                                                                 |
|                           | |

|  | Menschenartige (Hominoidea)                 |
|  |                                             |
|  | Geschwänzte Altweltaffen (Cercopithecoidea) |
|  |                                             |

Die Überfamilie der Geschwänzten Altweltaffen umfasst neben den heutigen Meerkatzenverwandten noch einige ausgestorbene Taxa wie die Victoriapithecidae und die Prohylobatidae.
Die Radiation der Meerkatzenverwandten begann molekulargenetischen Untersuchungen zufolge erst in erdgeschichtlich junger Zeit, im Verlauf des Mittleren bis Oberen Miozäns. Zuvor waren andere Gruppen der Altweltaffen und auch Menschenartige in größerer Vielfalt verbreitet, heute stellen die Meerkatzenverwandten die dominierende Primatenfauna Asiens und Afrikas. Fossilnachweise der Geschwänzten Altweltaffen reichen aber bis in das Obere Oligozän und das Untere Miozän des östlichen Afrikas zurück. Sie sind relativ rar und bestehen aus einigen wenigen Zähnen, darunter auch die rund 22 Millionen Jahre alten Funde von Alophe aus der Nakwai-Region in Kenia. Die ältesten zur Familie der Cercopithecidae gestellten Fossilien stammen aus den Tugen-Hills in Kenia; sie wurden auf ein Alter von 12,5 Millionen Jahre datiert.

### Innere Systematik

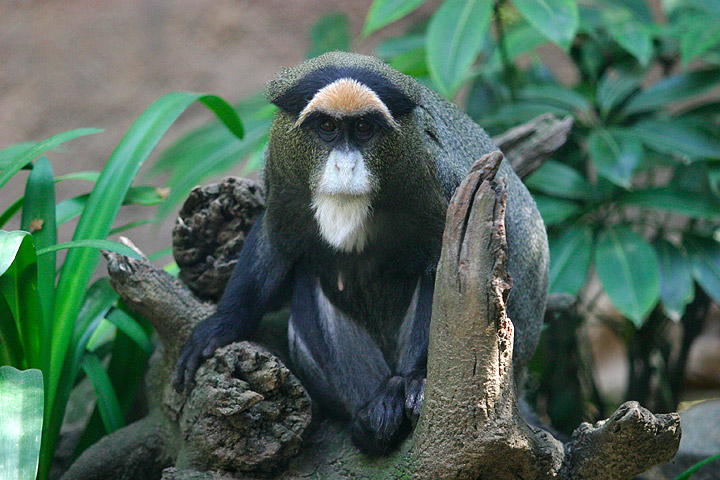
Brazzameerkatze

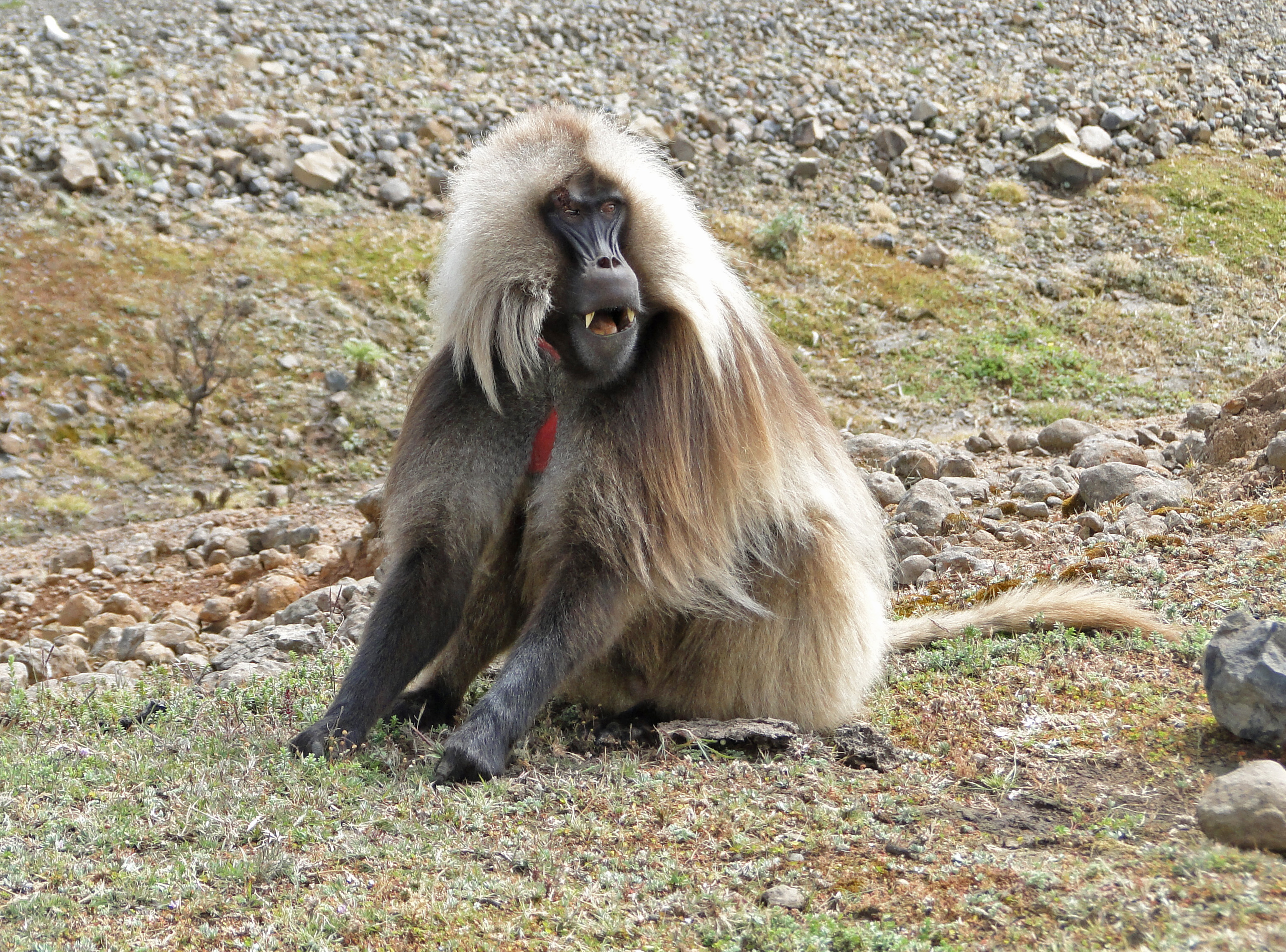
Dschelada

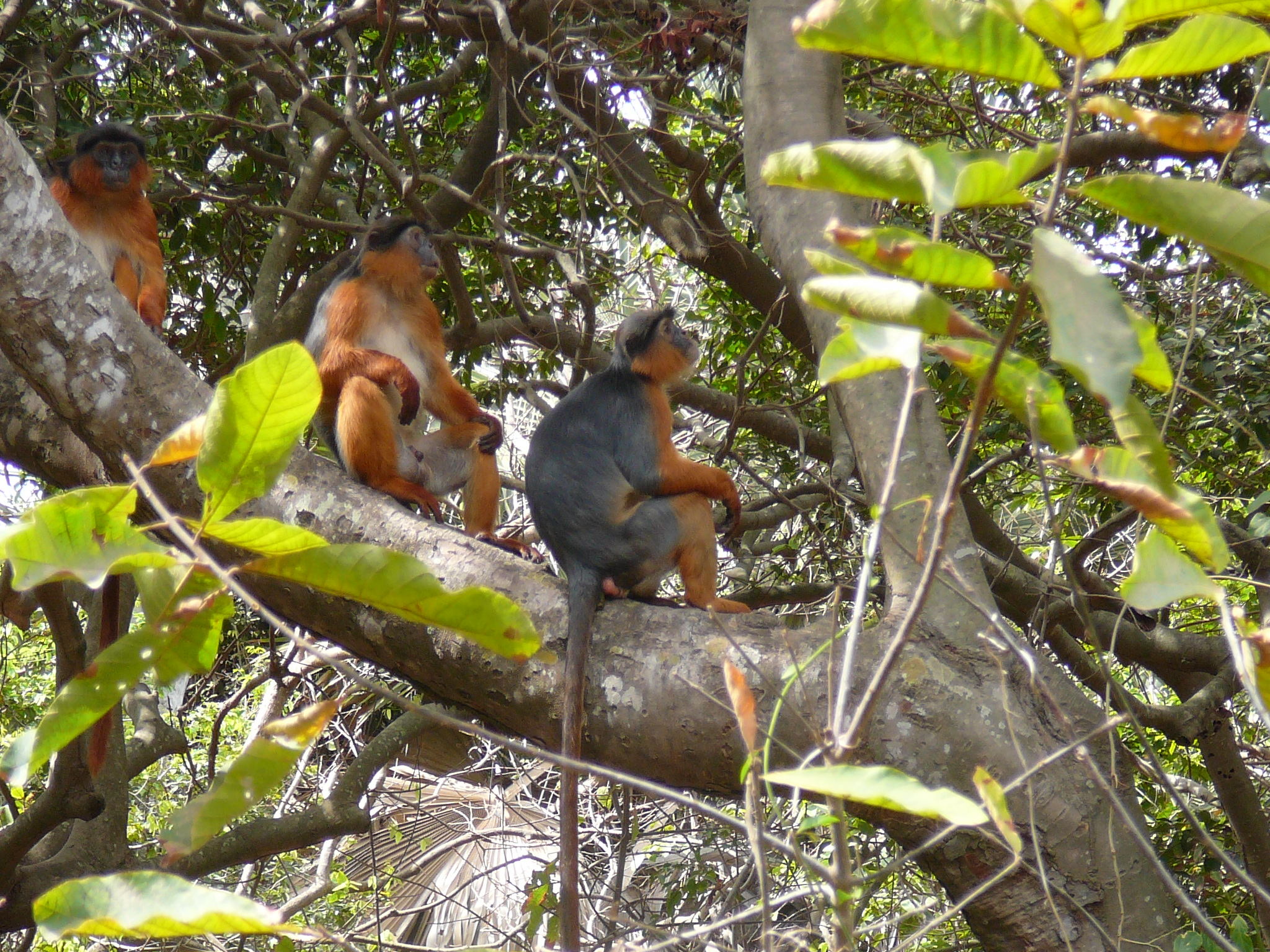
Rote Stummelaffen

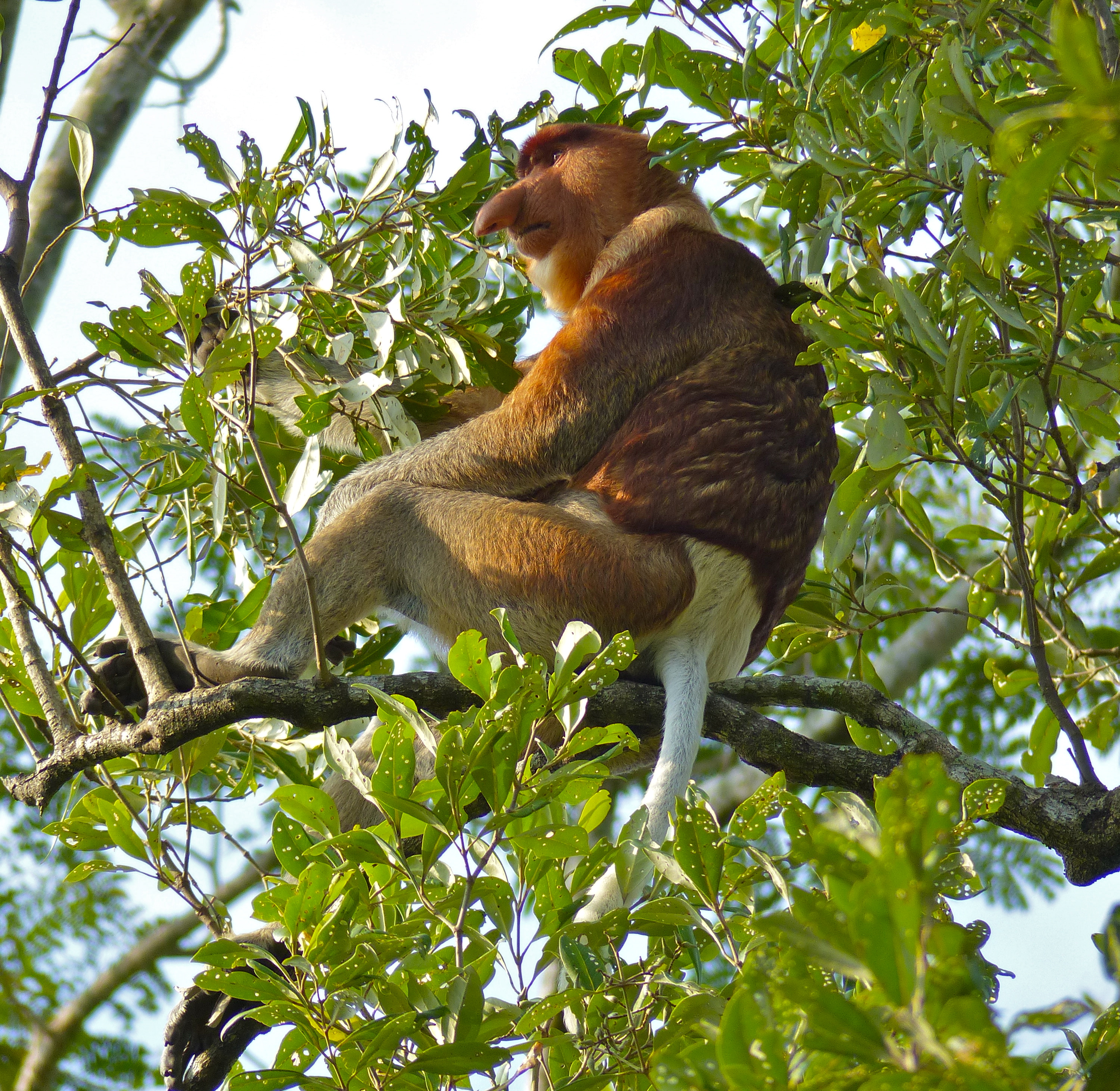
Nasenaffe

Die Familie teilt sich in zwei Unterfamilien, Backentaschenaffen (Cercopithecinae) und Schlank- und Stummelaffen (Colobinae). Erstere sind Allesfresser, haben Backentaschen und einen einfach gebauten Magen, während zweitere vorwiegend Blätterfresser sind, einen komplexen Magen, aber keine Backentaschen haben.
Die Meerkatzenverwandten werden in zwei Unterfamilien mit je zwei Gattungsgruppen und insgesamt 23 Gattungen mit rund 160 Arten unterteilt:
- Unterfamilie Backentaschenaffen (Cercopithecinae)
  - Tribus Meerkatzenartige (Cercopithecini)
    - (Eigentliche) Meerkatzen (Cercopithecus), 23 Arten
    - Allochrocebus, 3 Arten
    - Grüne Meerkatzen (Chlorocebus), 6 Arten
    - Sumpfmeerkatze (Allenopithecus nigriviridis)
    - Zwergmeerkatzen (Miopithecus), 2 Arten
    - Husarenaffen (Erythrocebus), 3 Arten

  - Tribus Pavianartige (Papionini)
    - Makaken (Macaca), 25 Arten
    - Paviane (Papio), 6 Arten
    - Mandrillartige (Mandrillus), 2 Arten
    - Dschelada (Theropithecus gelada)
    - Weißlid-Mangaben (Cercocebus), 7 Arten
    - Schwarzmangaben (Lophocebus), 6 Arten
    - Kipunji-Affe oder Hochlandmangabe (Rungwecebus kipunji)
- Unterfamilie Schlank- und Stummelaffen (Colobinae)
  - Tribus Stummelaffen (Colobini)
    - Schwarz-weiße Stummelaffen (Colobus), 6 Arten
    - Rote Stummelaffen (Piliocolobus), 18 Arten
    - Grüner Stummelaffe (Procolobus verus)

  - Tribus Schlankaffen (Presbytini)
    - Indische Languren (Semnopithecus), 8 Arten
    - Haubenlanguren (Trachypithecus), 22 Arten
    - Mützenlanguren (Presbytis), 19 Arten
    - Kleideraffen (Pygathrix), 3 Arten
    - Stumpfnasenaffen (Rhinopithecus), 5 Arten
    - Pageh-Stumpfnase (Simias concolor)
    - Nasenaffe (Nasalis larvatus)

Die Monophylie der beiden Unterfamilien und der vier Tribus steht weitgehend außer Zweifel.
Unterschiede zwischen Backentaschenaffen und Schlank- und Stummelaffen nach Geissmann:
| Backentaschenaffen | Schlank- und Stummelaffen |
| --- | --- |
| - Ernährung etwas breiter gefächert - eng zusammen stehende Augenhöhlen - Gesichtsschädel meist lang und schmal - Hirnschädelwölbung niedrig - Unterkieferast niedrig - breite Schneidezähne - Molarenhöcker abgerundet und niedrig - einfacher Magen - Backentaschen - gut entwickelter Daumen - Arme und Beine etwa gleich lang - Schwanzlänge variabel | - Ernährung vorwiegend pflanzlich - Augenhöhlen mit größerem Abstand - Gesichtsschädel kurz und breit - Hirnschädelwölbung hoch - Unterkieferast hoch - schmale Schneidezähne - Molarenhöcker scharf und hoch - mehrkammeriger, großer Magen - Backentaschen nicht vorhanden - Daumen kurz oder fehlend - Beine lang - Schwanz lang |